# Keeping Up with the Kardashians
A Keeping up with the Kardashians című valóságshow (magyarul: K, mint Kardashian, vagy Kardashian sztori) 2007. október 14-én került fel a tévék képernyőjére, amikor a főszereplő Kim Kardashian egyik szexvideója 2007 februárjában kikerült a nyilvánosság elé. Kim édesanyja, Kris Jenner ötlete volt a valóságshow, amiben az egész család szerepelt.
2007 és 2020 között 19 évadot forgattak le, 2020 szeptemberében a Kardashian-Jenner család bejelentette, hogy 2021-ben jön a huszadik és egyben utolsó évad is. Ebben a valóságshow-ban a Kardashian-Jenner család életét követhetik nyomon a nézők.
Magyarországon a "Keeping Up with the Kardashians" sorozatot két címen vetítették: "A Kardashian sztori" (a LifeTV-n) és "Lépést tartani a Kardashianusokkal" (a Viasat Explore-on).

## Család és szereplők
A valóságshow főként Kris Jenner azon gyermekei körül forog, akik Robert Kardashiannel való házasságából születtek, de jelen vannak a kezdetektől fogva Kris Jenner második házasságából született gyerekei is, Kendall Jenner és Kylie Jenner is, illetve volt férje, Bruce Jenner sportoló is. A legidősebb lány, Kourtney Kardashian ex-élettársa, Scott Disick is az első évadtól kezdve szerepel a sorozatban, és szakításuk után is a sorozat aktív szereplője maradt.
A Kardashian-testvérek valamennyi kapcsolatát is dokumentálta a sorozat: Kim Kardashian és a futballista Reggie Bush megismerkedése is a kamerák előtt zajlott még az első évadokban.
Rob Kardashian és Adrienne Bailon kapcsolata is dokumentálva lett 2007 és 2009 között. Kim második férje, Kris Humphries először a 6. évad premierjében szerepelt először, kapcsolatuk a forgatások alatt megromlott, de ennek ellenére összeházasodtak. Végül egy népszerűségnek örvendő váláson mentek keresztül. Egy bennfentes azt állította, hogy Kim azért vette videofelvételre rövid életű házasságát, mert a botrányok jól hoztak a konyhára pénztermelés céljából.
Khloé Kardashian első férje, a kosárlabdajátékos Lamar Odom is szerepelt a műsorban, esküvőjüket a műsor 4. évadjában tartották meg, ami a közönségnek 2009-ben lett megmutatva. Miután elváltak, Lamar nem szerepelt többé. Később, a tizenegyedik és a tizenkettedik évadban viszont visszatért a sorozatba. 
2012-ben, a hetedik évadban tűnt fel legelőször Kanye West, miután elkezdett Kim-mel randevúzni. Kanye ezután hosszú időre eltűnt a Keeping up with the Kardashians sorozatból, mert kritizálta a műsort a filmművészete és a rossz visszahatása miatt, illetve több panasza is volt a műsor forgatásának módjáról. Végül 2016-ban, a tizenkettedik évadtól kezdve újra elkezdett szerepelni a műsorban, a 16. évadtól kezdve viszont növelte a szerepléseinek idejét a műsoron belül.
Rob Kardashian menyasszonya, Blac Chyna a 12. évadtól kezdve visszatérő szereplőként volt bejegyezve.
Khloe régi élettársa, a kosárlabdajátékos Lamar Odom is feltűnt sokszor a 13 és a 16. évad között, amíg Khloe-val együtt voltak.
Főszereplők
Kris Jenner: első férje Robert Kardashian sztárügyvéd volt, aki a híres O.J. Simpson ügyvédje volt. Kris-nek és Robert-nek négy közös gyermeke született. Három lány: Kourtney Mary, Kimberly Noel, Khloé Alexandra, és egy fiú: Robert Arthur. Kris 1991-ben elvált Robert-től, és nem sokkal később feleségül ment egykori szeretőjéhez, Bruce/Caitlyn Jenner-hez. Kris és Bruce kapcsolatából két lánya született: Kendall és Kylie.
Bruce Jenner/Caitlyn Jenner: Bruce Jenner első felesége Linda Thompson, akitől Bruce-nak 4 gyereke született: Brandon, Brody, Burt és Cassandra. Válásuk után feleségül vette Kris Jennert, akitől 2 lánya született: Kendall és Kylie. Bruce nemátalakító műtéten esett át és felvette a Caitlyn nevet.
Kourtney Kardashian: Kris és Robert legelső gyermeke. Kourtney Kim, Khloé és Rob nővére, Kendall és Kylie féltestvére. Ex-barátja Scott Disick, akivel 2006 és 2015 között alkottak egy párt. Kapcsolatukból három gyerek született: Mason Dash, Penelope Scottland és Reign Aston.
Kim Kardashian: Kourtney húga, Khloé és Rob nővére, Kendall és Kylie féltestvére. Kim-nek három férje is volt. Második férjével, Kris-szel 72 napig tartott a házasságuk, aztán elváltak. Harmadik férje Kanye West, akivel 2012 óta vannak együtt. Kanye-val négy közös gyereke van: North, Saint, Chicago, Psalm. Főként az ő életüket követhetik nyomon a nézők.
Khloé Kardashian: Kris és Rob harmadik gyereke, Kourtneyés Kim húga, Rob nővére, Kendall és Kylie féltestvére. Éveken keresztül Lamar Odom kosárlabdajátékossal járt, de mivel nem jött össze a gyerek, így elváltak. Összejött Tristan Thompson kosárlabdajátékossal, akivel már elváltak, de lett egy kislányuk, True Thompson.
Kendall Jenner: Kris és Bruce legelső gyereke, híres modell. Kourtney, Kim, Khloé és Rob féltestvére, Kylie nővére.
Kylie Jenner: Kris és Bruce legkisebb gyermeke. Kourtney, Kim, Khloé és Rob féltestvére, Kendall húga. 2014 és 2017 között Tyga nevű rapperrel járt, 2017 óta Travis Scott rapperrel van együtt, akivel egy közös kislánya született, Stormi Webster. 2022-ben megszületett második gyermekük.
Főszereplők párjai
Corey Gamble: Kris Jenner élettársa, Kourtney, Kim, Khloé, Rob, Kendall és Kylie mostohaapja, Mason, Penelope, North, Reign, Saint, Dream, Stormi, Chicago, True és Psalm mostohanagyapja.
Scott Disick: Kourtney élettársa volt 2006 és 2015 között, Kourtney három gyerekének apja: Mason, Penelope és Reign apja. Kourtney-val való szakításuk után is a műsor rendszeres szereplője lett. 
Kris Humphries: Kim második férje, házasságuk után 72 nappal elváltak.
Lamar Odom: Khloé exe, már nincsenek együtt. 
Tristan Thompson: Khloé férje, True édesapja.
Tyga: Kylie ex-barátja, 2014-2017-ig jártak.
Travis Scott: Kylie barátja, Stormi apja. 
Gyerekszereplők
Mason Dash Disick: Kourtney és Scott legelső gyereke, Kris legidősebb unokája, Penelope és Reign bátyja. Ő volt az első Kardashian-baby, akinek születését végigkövethették a nézők, A 4. évad évadzárója ebből a szempontból szenzációsnak számított, mivel nem nagyon volt azelőtt arra példa, hogy egy híresség kamerák kereszttüzében adjon életet gyermekének.
Penelope Scottland Disick: Kourtney és Scott legelső és egyetlen lánya, második gyermeke, Kris első lányunokája. Mason húga, Reign nővére. Penelopé volt a második baba, aki kamerák előtt született és ott is cseperedett fel.
North West: Kim és Kanye legelső gyereke, Saint, Chicago és Psalm nővére. Kim elsőszülött gyermekét sokáit a nyilvánosságnak sem mutatta meg, és ebből adódott, hogy a kis Northie csak 2 éves korában szerepelt legelőször a családi reality-ben.
Reign Disick: Kourtney és Scott legkisebb gyereke, második fia. Mason és Penelope kisöccse. Reign születése nem került be a családi reality-be, mivel Kourtney harmadik terhességénél komplikációk léptek fel. A kisfiút a nagyközönség 4 hónaposan láthatta először.
Saint West: Kim és Kanye első fia, második gyereke. North öccse, Chicago és Psalm bátyja. Saint is – nővéréhez hasonlóan – csak két évesen szerepelt a családi reality-ben, 
Chicago West: Kim és Kanye masodik lánya, harmadik gyermeke. North és Saint húga, Psalm nővére. A ChiChi becenéven ismert Chicago már születése másnapján forgatások zajlottak a személye körül, bár legelőször nem a Kardashianek műsorában, hanem nagynénje, Kylie Jenner youtube-videójában láthatták. 
Stormi Webster: Kylie és Travis egyetlen gyermeke.
True Thompson: Khloé és Tristan egyetlen gyermeke.
Psalm West: Kim és Kanye második kisfia, negyedik gyermeke. North, Saint és Chicago öccse.